# Eragrostis habrantha
Eragrostis habrantha är en gräsart som beskrevs av Alfred Barton Rendle. Eragrostis habrantha ingår i släktet kärleksgrässläktet, och familjen gräs. Inga underarter finns listade i Catalogue of Life.